# 伊拉克護照
伊拉克護照是由伊拉克政府向該國公民發出的旅行證件，以供其在外國出入境之用。
伊拉克護照在全球有效，並可按相關簽證要求在各國出入境。

## 歷史
自伊拉克1932年獨立建國以來，已經開始向公民簽發護照。
進入21世紀後，伊拉克護照歷經三個版本，現行版本為2010年起簽發的2009年版護照。

### 護照版本

#### 2004年版
2004年7月發行的護照封面呈藍綠色。而內頁則設有32頁，水紙顏色以紅、粉藍二色為主，並印有棕櫚樹圖案。
在資料頁方面，所有資料均為手寫，並非可機讀格式，而防偽特徵只有個人照片左下角、印有伊拉克版圖及「護照」字樣的全息圖樣。
在編號系統方面，2004年版普通護照編號以H、N、M或S起首。
此版本護照僅僅發行了接近兩年，即被2006年版護照取代，並逐步於2006年9月至2011年間被廢止。

#### 2006年版
2006年4月24日，伊拉克內政部開始發行新一代護照，是為2006年版護照。所有此版本普通護照編號均以G起首。
與上一個版本比較，封面改用深藍色，而國徽、國名及「護照」字樣比例亦作出重大調整。在資料頁方面，則改為可機讀格式，而各資料欄目則改以列印方式填入，並在頁面加上螢光圖案。
而在內頁方面，此版本護照增至48頁，各頁均附有螢光防偽圖案及頁碼。另外，在最後一頁底部，則附有用作識別的電腦條碼。
隨著生物特徵護照的引入，2006年版護照發行至2010年1月31日後即告停發，並可使用至有效期滿（不遲於2018年1月31日）為止。

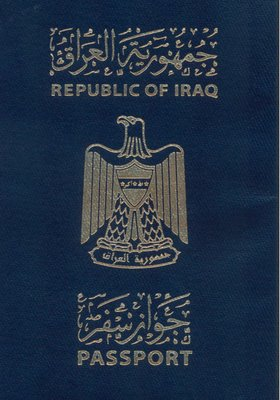
2006年版護照封面
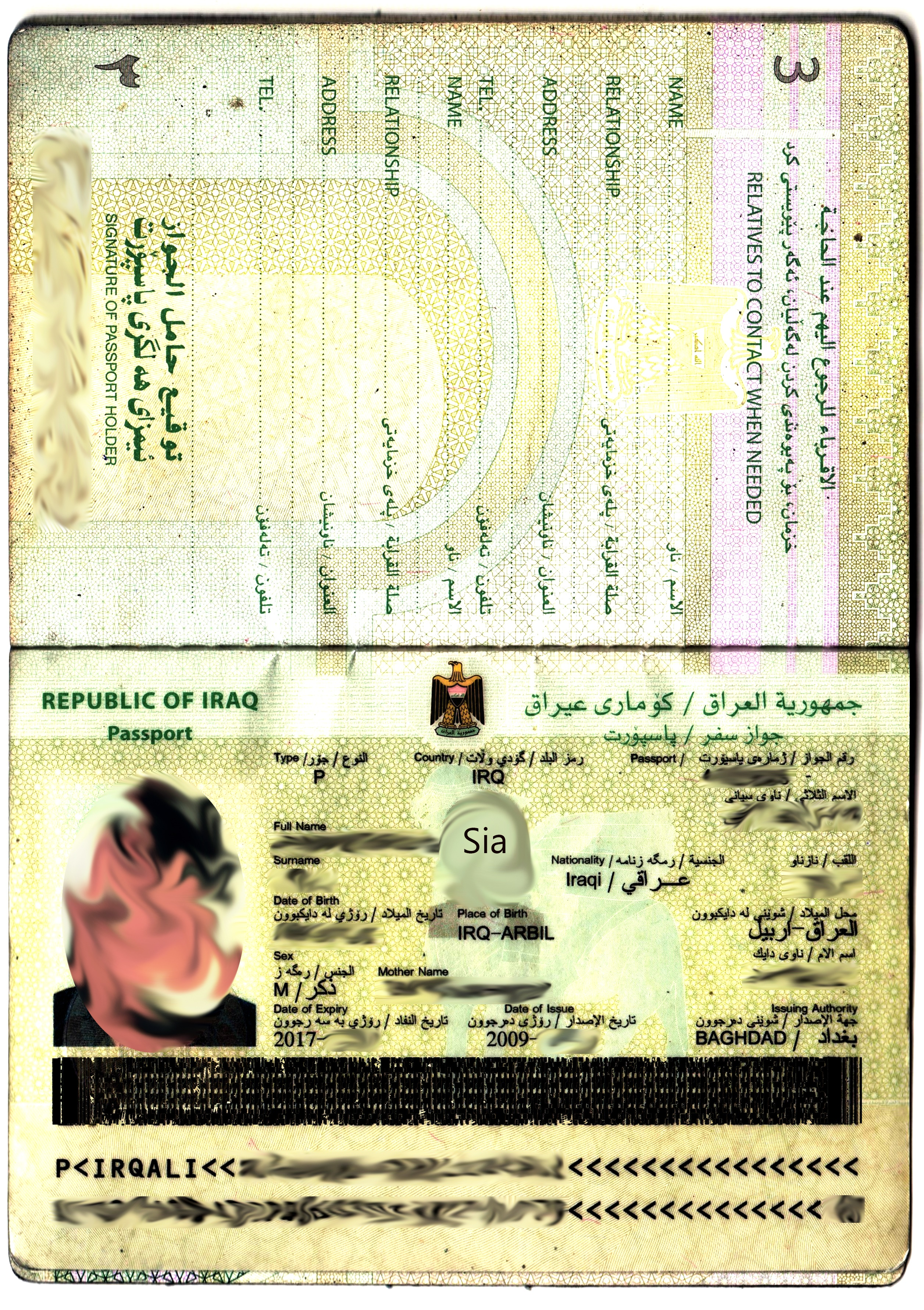
2006年版護照資料頁

#### 2009年版
2009年10月6日，伊拉克內政部正式公布2009年版生物特徵護照的設計式樣。但是，此版本的護照一直要到翌年2月1日才正式發行，成為現行的護照版本。所有現行普通護照的編號，均以A起首，但特別護照類別仍舊採用D或E起首。
與2006年版護照比較，現行護照除了加入一枚識別晶片外，其餘設計變化不大。。

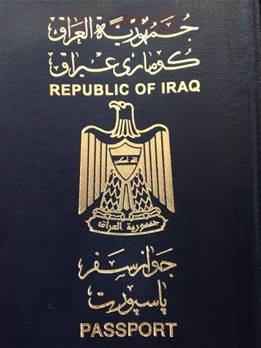
現行護照封面

## 類別
目前，伊拉克護照主要分為三個類別：
- 普通護照
- 公務護照
- 外交護照

## 申請程序
伊拉克護照的申請手續必須於櫃檯進行。
申請人需於填妥申請表後，連同所需證明文件及費用支票，交回護照署或伊拉克駐外使領館。如在國外申請，表格必須得到駐外機構加簽。
此外，未滿18歲兒童申請護照時，必須得到家長同意。
所需文件如下：
- 已填妥的申請表
- 公民身份證
- 國籍證明書
- 近照兩張
- 辦證費用支票

直至2020年，伊拉克護照費用為25,000第納爾或25美元（或等值外幣）。

## 護照內容

### 個人資料頁
所有內容均以阿拉伯文及英文對照印刷，詳列如下：
- 相片
- 證件類別（P）
- 國家代碼（IRQ）
- 姓名
- 護照編號（普通護照為A加七位數字，而外交及公務護照編號分別以D、E開首）
- 性別
- 國籍（Iraqi）
- 生日
- 出生地
- 簽發日
- 到期日
- 職位（不適用於普通護照）
- 簽發機關（實際上是簽發地，默認為巴格達）
- 機讀區

此外，個人資料頁亦設有若干防偽特徵，包括持證人相片全息縮圖、螢光圖樣等。

### 請求頁
請求頁設於整本護照的封面後第一頁，內容大致如下：
阿拉伯語：
|  |

英語：
|  |

中文語意如下：
| 以外交部部長名義，茲請外國政府准予持照人需要時得到協助及保護。 |

而在請求頁底部，則以「護照署署長」作為上述請求信息的下款，並附有預印的簽署。

### 簽證頁
簽證頁背景印有國徽及拱門，以金、紫二色印刷。
而在防偽特徵方面，頁面上以紫外螢光油墨印上頁碼、防偽圖案（附有國名「伊拉克共和國」字樣）及頁面文字。
所有護照均設有48頁。

## 旅行待遇
根据2025年1月8日发布的亨利护照指数，伊拉克护照可免签证、落地签证或电子签证入境31个国家和地区，位居世界第104。

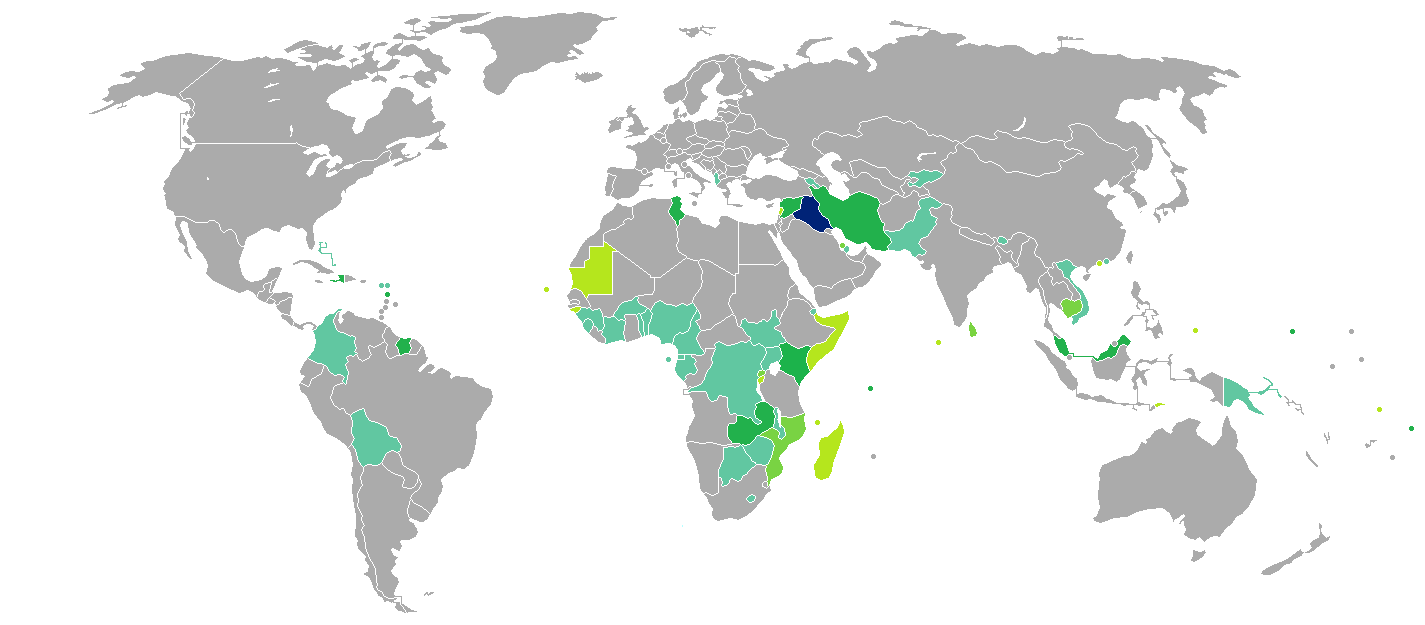
伊拉克公民簽證要求
伊拉克
免簽證
落地簽證
電子簽證
需要簽證